# Дивногорск (станция)
Дивного́рск — железнодорожная станция Красноярской железной дороги на ветви Енисей — Дивногорск. Расположена в 31 километре от станции Енисей, в городе Дивногорске.

## Расположение
Станция располагается по адресу: Студенческий проспект, д. 6 (возле автодороги Р257 «Енисей»), возле улицы Гидростроителей и Пионерской площади.

## Путевое развитие
В середине 90-х годов XX века на станции было 5 путей, причём пятый не был электрифицирован. Существовало пять подъездных путей. В 1998 году пятый путь разобрали, а с четвёртого сняли контактную сеть. В 2009 году подверглась реконструкции для организации музея железнодорожной техники. Подъездных путей и вовсе осталось только два, из которых только один используется регулярно — в сторону Красноярской ГЭС, используется в основном для вывоза металлолома с пункта приёма.
В западной горловине станции контактная сеть заканчивается. Там же располагаются тепловозное депо и депо для снегоочистителей. Железнодорожный путь с отклонением по стрелочному переводу идёт дальше, в сторону Красноярской ГЭС (являясь при этом уже подъездным путём).

## Музей железнодорожной техники
В 2009 году, в связи с открытием музея железнодорожной техники, на станции разобрали третий и четвёртый пути (третий — частично (превратив его в тупиковый), четвёртый — полностью), а также частично восстановили пятый путь (также сделав его тупиковым). Сквозных путей, таким образом, осталось только два: первый и второй. Первый используется для приёма электропоездов, второй — для отстоя грузовых составов и манёвров локомотивов. Между третьим и пятым путями, на месте четвёртого пути, соорудили островную платформу. Между пассажирской и музейной платформами открыли одноуровневый переход через пути. Со стороны улицы Гидростроителей пути огородили железными листами. Теперь, чтобы перейти через пути, горожанам приходится пользоваться исключительно пешеходным мостом.
В июле 2009 года на станцию из Красноярска привезли первые музейные экспонаты. 28 июля открылся музей. Однако в конце сентября экспонаты музея были разгромлены вандалами. В начале октября 2009 года экспонаты отогнали в Красноярск для ремонта. По состоянию на лето 2010 года музей заново не открывался. Третий путь иногда используется для отстоя пустых грузовых вагонов. От площадки музея остались лишь платформа, макет семафора, а также ворота с надписью «Музей железнодорожной техники».
По состоянию на июль 2016 года платформа, макет семафора, а также ворота с надписью «Музей железнодорожной техники» полностью демонтированы, а место его дислокации залито асфальтобетонной смесью. Также частично демонтирован забор со стороны улицы Гидростроителей.

## Пассажирское движение
По состоянию на январь 2014 года, электропоезда до Красноярска отправляются 1 раз в день. До сентября 2003 года было в ходу 6 пар электропоездов по будням и 7 пар по выходным. С 2003 года имеет место уменьшение количества пар электропоездов. С осени 2005 по 2007 год, помимо двух оставшихся пар электропоездов, были в ходу ещё и две пары рельсовых автобусов РА1 (итого — 4 пары в день). Однако с 2007 года рельсовые автобусы перестали курсировать, взамен них вновь стали курсировать электропоезда. Потом две дневных пары стали курсировать лишь по выходным. А затем пара 10:48/12:18 и вовсе была отменена.
Дивногорские электропоезда вплоть до 2009 года отличались невысокой скоростью движения (на отдельных участках — до 60 км/ч, средняя скорость около 33 км/ч, время в пути от Дивногорска до ст. Енисей 55 минут) и 10-12-минутной стоянкой на станции Енисей. С 2003 года, когда начались массовые отмены электропоездов, между Дивногорском и Красноярском стали курсировать «Газели», что ещё больше усилило отток пассажиров с электропоездов. «Газель» 106-го маршрута доезжает от Дивногорска до Енисея за 35 минут, против 55 минут на электричке, несмотря на сложный профиль автодороги Р257.
Летом 2009 года была произведена реконструкция путей, что позволило электропоездам доезжать от Дивногорска до Енисея за 30 минут, правда, без учёта остановок. 30 минут значились и в рекламе «Электричкой безопаснее и быстрее!». На деле же время движения от Енисея до Дивногорска составляло от 37 до 40 минут. На смену направления движения по станции Енисей отводилось не больше трёх минут. Максимальная скорость увеличилась до 100 км/ч. Однако к июню 2010 года вновь увеличили стоянку на станции Енисей до 10 минут, а общее время движения от Дивногорска до Красноярска увеличилось до 1 часа. С осени 2009 года пассажиропоток стал расти, однако к лету 2010 года вновь упал.
С сентября 2012 года на дивногорском направлении осталась лишь одна пара электропоездов: утром из Дивногорска, вечером из Красноярска, ежедневно.
С октября 2014 года количество рейсов в неделю было уменьшено с 7 до 6: теперь электропоезд из Дивногорска не курсировал в воскресенье, а из Красноярска — в субботу.
В 2015 году электропоезд из Красноярска стал курсировать только по будням, из Дивногорска — по-прежнему кроме воскресенья. Ночёвка поезда в Дивногорске была прекращена: теперь поезд шёл рано утром из Красноярска без пассажиров, как и вечером из Дивногорска.
С июля 2015 года количество пар электропоездов на дивногорском направлении вновь увеличилось: до двух. Из Дивногорска стали курсировать два поезда утром (с интервалом меньше часа), из Красноярска один утром, один вечером. Время в пути составляет 1 час 10 минут, стоянка на станции Енисей 10-12 минут. Вечером электропоезд возвращается в Красноярск без пассажиров.
С апреля 2016 года, в связи с включением Дивногорска во внутригородскую зону красноярской городской электрички, стоимость проезда по маршруту Красноярск — Дивногорск снизилась с 45 рублей до уровня внутригородского тарифа — 19 рублей. Время в пути уменьшилось до 59—60 минут, стоянка по станции Енисей — до восьми.
С 4 июля 2016 года была введена в обращение ещё одна пара электропоездов. Электропоезд следует в вечернее время по маршруту Красноярск — Злобино — Дивногорск — Енисей — Красноярск. В вечернее время из Дивногорска в Красноярск следуют два электропоезда. 18 ноября 2016 года электропоезд Красноярск — Злобино — Дивногорск совершил свой последний рейс. После этого остались в ходу: из Дивногорска — оба утренних электропоезда и один вечерний, из Красноярска — один утром и один вечером.
Со 2 июля 2017 года первый электропоезд из Дивногорска вновь стал курсировать ежедневно.
С 9 июля 2018 года второй вечерний электропоезд из Красноярска в Дивногорск назначен вновь.
В летнее время (с середины мая по середину сентября) по выходным дням дополнительно назначается ещё один электропоезд: утром в 9:05 из Красноярска, вечером (в районе 18:30—18:50) из Дивногорска. Был оставлен в расписании на зиму 2018—2019 гг.
На лето 2019 года в расписании числится 6 пар поездов по будням и 3 — по выходным.
По состоянию на февраль 2020 года в расписании числятся 6 поездов сообщением до Дивногорска (до Красноярска — 7 поездов) по будням, 3 пары поездов по выходным.
По состоянию на февраль 2021 года в расписании числятся 6 поездов сообщением до Дивногорска (до Красноярска — 6 поездов, из которых 1 - до станции Бугач; 1- до станции Красноярск-Северный. до станции Минино - 1 электропоезд) по будням, 3 пары поездов по выходным.
По состоянию на март 2022 года в расписании числятся:
- по будням:  5 электропоездов до станции Красноярск-Пассажирский; 1 электропоезд до станции Зеледеево; 1 электропоезд до станции Красноярск-Северный., 1
электропоезд до станции Минино;
- по выходным: 6 электропоездов до станции Красноярск-Пассажирский.

### Туристический электропоезд
С 22 мая 2017 года два раза в месяц, преимущественно в летнее время, осуществляется курсирование туристического электропоезда сообщением Красноярск — Дивногорск.

## Грузовые перевозки
Время от времени на станцию приезжают электровозы, забирают грузовые вагоны с металлоломом, и привозят уголь для завода ЖБИ.

## Фотогалерея
- Путевое развитие станции Дивногорск, вид на восток
- Путевое развитие станции Дивногорск, вид на запад
- Пассажирская платформа и пешеходный мост, вид на восток
- Электропоезд ЭР9ПК-311 на ст. Дивногорск